# Drosophila painii
Drosophila painii är en tvåvingeart som beskrevs av Bhagwan Krishna Singh och Nandan Singh Negi 1995. Drosophila painii ingår i släktet Drosophila och familjen daggflugor.
Artens utbredningsområde är Indien.